# Copper Mountain (film)
Copper Mountain är en kanadensisk komedifilm från 1983. Den regisserades av David Mitchell. Det är en komedi, en av Jim Carreys första filmer. Den är ungefär en timme lång.

## Rollista (urval)
- Jim Carrey - Bobby Todd
- Alan Thicke - Jackson Reach
- Richard Gautier - Sonny Silverton
- Ziggy Lorenc - Michelle
- Rod Hebron - Yogi Hebadaddy
- Jean Laplac - Chef de Village